# Konstantin Sergejewitsch Popow
Konstantin Sergejewitsch Popow (russisch Константин Сергеевич Попов; * 22. Juli 1972 in Nowyj Sai) ist ein ehemaliger russischer Biathlet.
Konstantin Popow gewann bei den Sommerbiathlon-Weltmeisterschaften 1997 in Krakau an der Seite von Oleg Rudenko, Dmitri Nikiforow und Sergei Russinow die Silbermedaille hinter den Norwegern im Staffelrennen. Im Verfolgungsrennen wurde er hinter Wilfried Pallhuber ebenfalls Vizeweltmeister. Im Biathlon-Weltcup kam er gegen Ende der Saison 1997/98 in Pokljuka und in Hochfilzen zu seinen einzigen Einsätzen. Beim ersten Einzel in Pokljuka wurde Popow 46., in Hochfilzen gewann er durch einen 13. Platz im Einzel und einem 21. Rang im Sprint seine einzigen Weltcuppunkte. Mit den 18 gewonnenen Punkten belegte er in der Gesamtwertung der Saison Rang 54. Im weiteren Verlauf folgte die erneute Teilnahme an der Sommer-Weltmeisterschaft in Osrblie. Mit Rudenko, Sergei Konowalow und Wladimir Bechterew gewann er den Titel im Staffelrennen und wurde zudem Dritter hinter Pallhuber und Alexei Kobelew im Verfolgungsrennen.

## Biathlon-Weltcup-Platzierungen
Die Tabelle zeigt alle Platzierungen (je nach Austragungsjahr einschließlich Olympische Spiele und Weltmeisterschaften).
- 1.–3. Platz: Anzahl der Podiumsplatzierungen
- Top 10: Anzahl der Platzierungen unter den ersten zehn (einschließlich Podium)
- Punkteränge: Anzahl der Platzierungen innerhalb der Punkteränge (einschließlich Podium und Top 10)
- Starts: Anzahl gelaufener Rennen in der jeweiligen Disziplin

| Platzierung         | Einzel | Sprint | Verfolgung | Massenstart | Team | Staffel | Gesamt |
| ------------------- | ------ | ------ | ---------- | ----------- | ---- | ------- | ------ |
| 1. Platz            |        |        |            |             |      |         |        |
| 2. Platz            |        |        |            |             |      |         |        |
| 3. Platz            |        |        |            |             |      |         |        |
| Top 10              |        |        |            |             |      |         |        |
| Punkteränge         | 1      | 1      |            |             |      |         | 2      |
| Starts              | 2      | 2      |            |             |      |         | 4      |
| Stand: Karriereende |        |        |            |             |      |         |        |